# Musculus pygmaeus
Musculus pygmaeus är en musselart som beskrevs av Peter W. Glynn 1964. Musculus pygmaeus ingår i släktet Musculus och familjen blåmusslor. Inga underarter finns listade i Catalogue of Life.